# Pietro Vierchowod
Pietro Vierchowod (Calcinate, Provincia de Bérgamo, Italia, 6 de abril de 1959) es un exfutbolista y director técnico italiano. Se desempeñaba en la posición de defensa.

## Selección nacional
Fue internacional con la selección de fútbol de Italia en 45 ocasiones y marcó 2 goles. Debutó el 6 de enero de 1981, en un encuentro ante la selección de los Países Bajos que finalizó con marcador de 1-1.

### Participaciones en Copas del Mundo
| Mundial              | Sede   | Resultado        |
| -------------------- | ------ | ---------------- |
| Copa Mundial de 1982 | España | Campeón          |
| Copa Mundial de 1986 | México | Octavos de final |
| Copa Mundial de 1990 | Italia | Tercer puesto    |

## Clubes

### Como futbolista
| Club                | País   | Año       |
| ------------------- | ------ | --------- |
| A. S. Romanese      | Italia | 1975-1976 |
| Calcio Como         | Italia | 1976-1981 |
| U. C. Sampdoria     | Italia | 1981      |
| A. C. F. Fiorentina | Italia | 1981-1982 |
| A. S. Roma          | Italia | 1982-1983 |
| U. C. Sampdoria     | Italia | 1983-1995 |
| Juventus F. C.      | Italia | 1995-1996 |
| Perugia Calcio      | Italia | 1996      |
| A. C. Milan         | Italia | 1996-1997 |
| Piacenza Calcio     | Italia | 1997-2000 |

### Como entrenador
| Club                | País    | Año       |
| ------------------- | ------- | --------- |
| Calcio Catania      | Italia  | 2001-2002 |
| A. C. F. Fiorentina | Italia  | 2002      |
| Triestina Calcio    | Italia  | 2005      |
| Budapest Honvéd     | Hungría | 2014      |

## Palmarés

### Campeonatos nacionales
| Título              | Club            | País   | Año     |
| ------------------- | --------------- | ------ | ------- |
| Serie B             | Calcio Como     | Italia | 1979-80 |
| Serie A             | A. S. Roma      | Italia | 1982-83 |
| Copa Italia         | U. C. Sampdoria | Italia | 1984-85 |
| Copa Italia         | U. C. Sampdoria | Italia | 1987-88 |
| Copa Italia         | U. C. Sampdoria | Italia | 1988-89 |
| Serie A             | U. C. Sampdoria | Italia | 1990-91 |
| Supercopa de Italia | U. C. Sampdoria | Italia | 1991    |
| Copa Italia         | U. C. Sampdoria | Italia | 1993-94 |
| Supercopa de Italia | Juventus F. C.  | Italia | 1995    |

### Copas internacionales
| Título                 | Equipo              | Sede       | Año     |
| ---------------------- | ------------------- | ---------- | ------- |
| Copa Mundial de Fútbol | Selección de Italia | España     | 1982    |
| Recopa de Europa       | U. C. Sampdoria     | Gotemburgo | 1989-90 |
| Liga de Campeones      | Juventus F. C.      | Roma       | 1995-96 |

## Condecoraciones
| Condecoración                                           | Año  |
| ------------------------------------------------------- | ---- |
| Oficial de la Orden al Mérito de la República Italiana. | 1991 |